# Iporã
Iporã est une municipalité brésilienne située dans l'État du Paraná.